# Microplitis variicolor
Microplitis variicolor is een vliesvleugelig insect uit de familie van de schildwespen (Braconidae). De wetenschappelijke naam van de soort werd in 1964 gepubliceerd door Vladimir Ivanovich Tobias. De soort komt voor in Oekraïne, Mongolië, Centraal-Azië en Azerbeidzjan.